# Línguas ogúricas
As línguas ogúricas, ou bulgáricas, são um ramo da família das línguas turcomanas. O único membro existente do grupo é a língua chuvaxe. As primeiras a se ramificarem da família turcomana, as línguas ogúricas mostram divergências significativas de outras línguas turcomanas, que compartilham um ancestral comum posterior. As línguas desta família eram faladas em algumas confederações tribais nômades, como as dos onogures, búlgaros do Volga e cazares.